# Медовичка світлогорла
Медови́чка світлогорла (Myzomela albigula) — вид горобцеподібних птахів родини медолюбових (Meliphagidae). Цей малодосліджений вид є ендеміком Папуа Нової Гвінеї. 

## Систематика
Світлогорла медовичка була описана німецьким орнітологом Ернстом Гартертом в 1898 році. Найближчими родичами цього виду є сірі, червоногорлі і темні медовички.

## Опис
Довжина птаха становить 13-14 см. Самці важать 16,3 г, самиць 13 г. У самців номінативного підвиду верхня частина голови і тілі сіро-коричневі, поцятковані темними плямками. Спина дещо світліша і менш поцяткованіша, ніж голова. Щоки сіро-коричневі. Підборіддя і горло білуваті, на горлі рожевувата смуга. Нижня частина тіла сірувато-коричнева, поцятковані світлими плямками. Горло відділене від грудей темною смугою. Представники підвиду M. a. pallidior вирізняються світлішим забарвленням, більшою білою плямою на горлі, по центру грудей і живота у них проходить світла смуга, нижня частина тіла у них поцяткована темними смужками.

## Підвиди
Виділяють два підвиди:
- M. a. pallidior (Gould, 1843) — захід архіпелагу Луїзіада;
- M. a. albigula (Mathews, 1912) — острів Россель[en].

## Поширення і екологія
Світлогорлі медовички є ендеміками архіпелагу Луїзіада. Вони живуть у вологих рівнинних тропічних лісах і на плантаціях. Зустрічаються на висоті до 300 м над рівнем моря.